# Paton’s Mill
Paton’s Mill, auch Paton’s Woollen Mill oder Marshall’s Mill, ist eine ehemalige Wassermühle in der schottischen Stadt Tillicoultry in der Council Area Clackmannanshire. 1972 wurde das Bauwerk in die schottischen Denkmallisten in der Kategorie B aufgenommen.
Die Mühle liegt an der Lower Mill Street im Südwesten der Stadt. Sie ist eine von einst acht Mühlen entlang des zwei Kilometer langen Baches Tillicoultry Burn, der aus nördlicher Richtung kommend durch das Tal Mill Glen führt und südlich von Tillicoultry in den Devon mündet, und die zweitgrößte in den Hillfoots Villages. Es wurden Strickwaren, Tücher, Tartans und Tweed produziert. Auf der Londoner Industrieausstellung 1851 wurden ihre Produkte mit einer Goldmedaille ausgezeichnet. Ende der 1980er Jahre existierten nur noch vier der Mühlengebäude und die Paton’s Mill war als einzige noch in Betrieb. Die Mühle wurde dann aufgegeben und bis spätestens 2001 zu einem Wohngebäude umgebaut.

## Beschreibung
Das Unternehmen wurde 1825 als J &D Paton’s Woollen Mill gegründet. In den 1830 fiel das Gebäude einem Brand zum Opfer und wurde 1836 neu konzipiert wiedererrichtet. Die Bauphase gliedert sich in drei Abschnitte, wobei wahrscheinlich am östlichen Ende mit sechs Fensterachsen begonnen wurde. Die 14 Fensterachsen im Westen gehören wahrscheinlich zu dem jüngsten Abschnitt. Das 11,7 m breite, langgezogene Gebäude liegt beinahe orthogonal zu dem westlich verlaufenden Bach, der einst die Maschinerie der Wollmühle antrieb. Es besteht aus grob in Quaderform gehauenem Bruchstein vom gelblichen Sandstein. Das dreistöckige Gebäude besitzt ein ausgebautes Dachgeschoss unterhalb des schiefergedeckten Satteldaches. Nahe dem westlichen Ende befindet sich eine einzelne Satteldachgaube. Traufseitig sind Fenster auf 34 vertikalen Achsen angeordnet. Fenster und Türen sind mit quaderförmigen Stürzen versehen. An der westlichen Giebelseite verlaufen zwei Fensterachsen, während die gegenüberliegende Giebelseite fensterlos ist.